# Burg (Bayreuth)

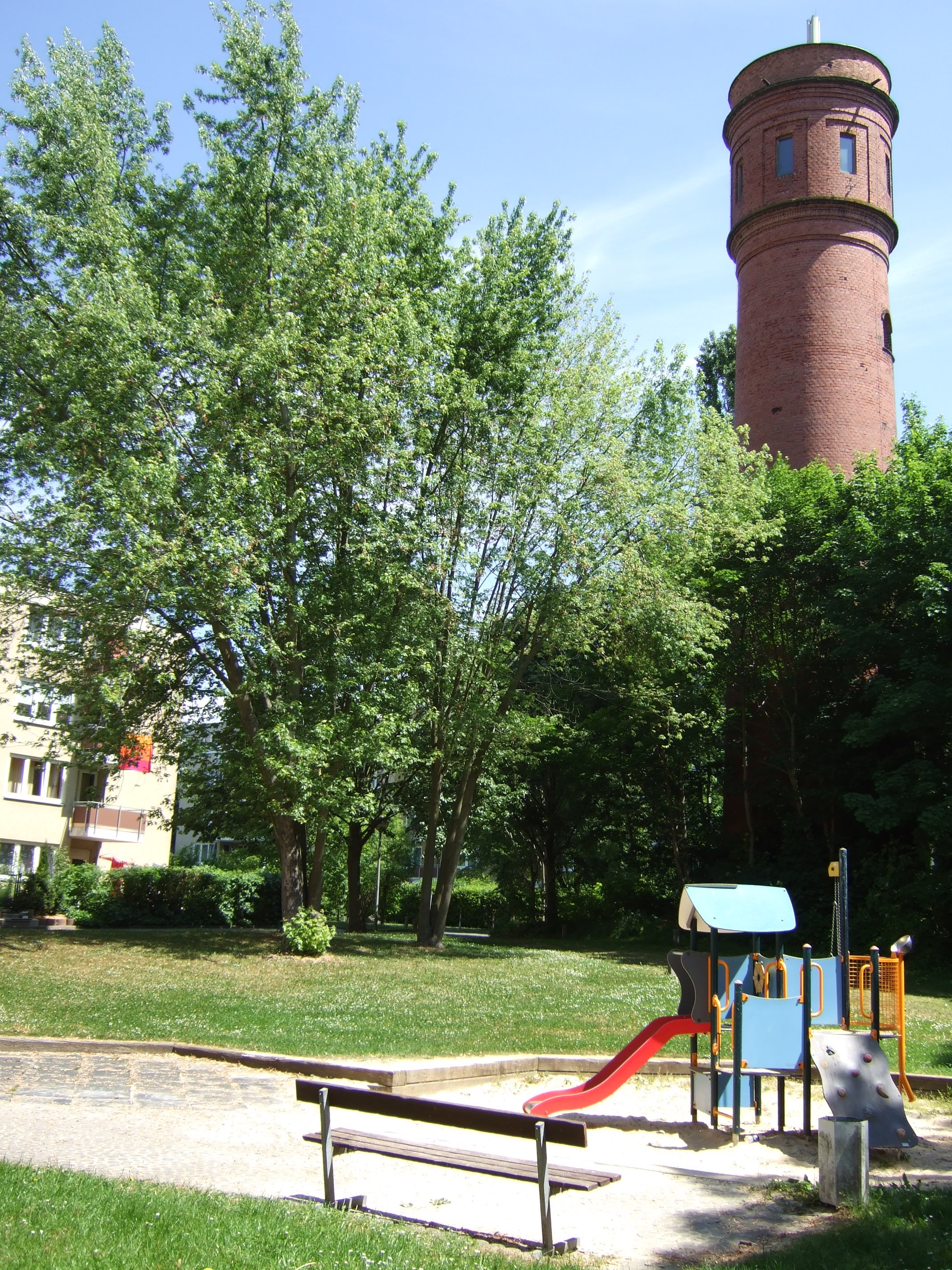
Wasserturm der ehemaligen Mechanischen Baumwoll-Spinnerei

Burg ([bʊʁk] ) ist eine Ortslage im Stadtteil Sankt Georgen von Bayreuth. Der Ursprung des Namens ist unbekannt, ein Festungsbauwerk hat es an dieser Stelle wohl nie gegeben. Wahrzeichen der Burg ist der erhaltene, 28 Meter hohe Wasserturm der ehemaligen Mechanischen Baumwoll-Spinnerei Bayreuth aus dem Jahr 1907.

## Lage
Die Burg liegt nordöstlich der Innenstadt zwischen den Bahnanlagen des Hauptbahnhofs und dem Stadtteil Sankt Georgen. Hauptachse ist die von Ost nach West verlaufende Wilhelm-von-Diez-Straße. Die Stichstraße Burg zweigt von der Markgrafenallee nach Nordwesten ab.

## Historische Sozialsiedlung Burg

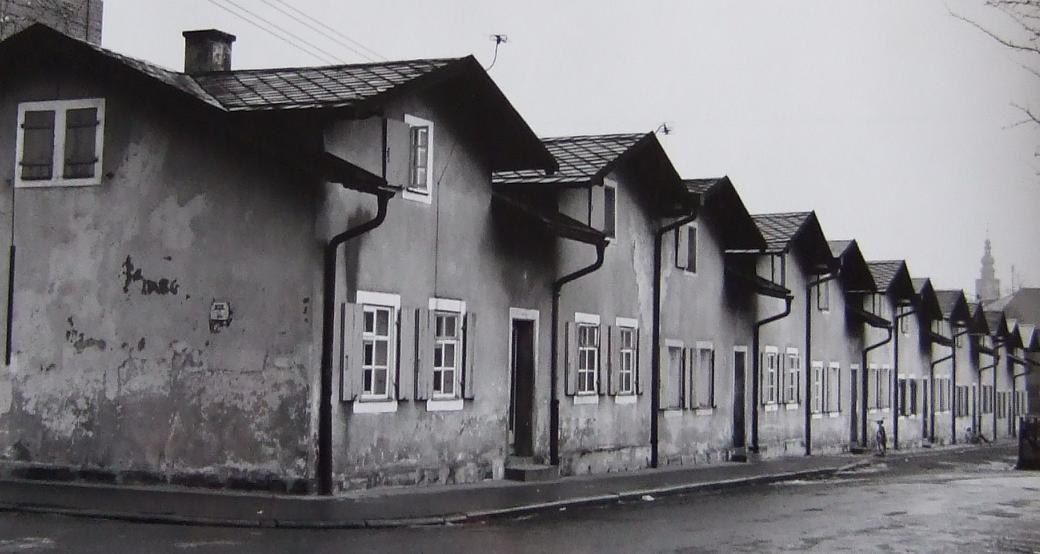
„Schweizerhäuschen“ in der Sozialsiedlung Burg

Auf der Burg entstand 1861 die erste bayerische Sozialsiedlung. Die Mechanische Baumwoll-Spinnerei, die in jenem Jahr 630 Arbeiter beschäftigte, errichtete dort zunächst sechs Reihenhäuser im Schweizer Stil, zu denen in den Folgejahren weitere 67 kamen. Mit jeweils 52 Quadratmeter Wohnfläche auf zwei Etagen und einem kleinen Garten waren sie für damalige Verhältnisse großzügig konzipiert. 
Bis 1866 wurden 80, in einer zweiten Bauphase bis 1909 nochmals mehr als 100, und letztlich insgesamt 284 Wohnungen für die Spinnereiarbeiter und ihre Familien gebaut. Die Mehrfamilienhäuser standen in farblichem Kontrast zu den hellen „Schweizerhäuschen“, wegen ihrer unverputzten Backsteinwände wurden sie auch als die „rote Burg“ bezeichnet. Damit war eine Wohnkolonie („Burger Gma“), sogar mit eigener „Kärwa“ (Kirchweih), entstanden. Wichtig waren für die Arbeiter die stabilen Mietpreise, während Privatwohnungen in der Stadt bei steigender Nachfrage und Verknappung des Angebots rasch teurer wurden. Darüber hinaus bot die Mechanische Baumwoll-Spinnerei preiswerte Lebensmittel und Kleidung an, unterhielt betriebseigene Speisehäuser, eine Werksbibliothek, eine Näh- und Strickschule und sogar einen Kindergarten. Vorbildlich war auch die 1856 gegründete Pensionskasse des Betriebs.
Nachdem das Viertel den Bombenhagel von 1945 überstanden hatte, wurde die Werkssiedlung nach dem Zweiten Weltkrieg vollständig zerstört. Der Bauausschuss der Stadt beschloss im Februar 1973 deren Abriss, den der damalige Oberbürgermeister Hans Walter Wild gegen den Willen des Stadtbaurats, der sich auf Denkmalpfleger und Stadthistoriker berief, durchsetzte. Mit 11:3 Stimmen bestätigte der Stadtrat damals Wilds Vorhaben. Die letzten der „Schweizerhäuschen“ verschwanden im Sommer 1981, mit ihnen wurde eine aus heutiger Sicht historisch wertvolle Anlage vernichtet.

## Aktuelle Situation
Heute ist die Burg mit modernen Wohnblöcken sowie Verwaltungs- und Schulgebäuden bebaut. Unter anderem ließen sich dort das Fernmeldeamt und eine private Montessori-Schule nieder. Nach dem Auszug der Telekom erwarb die Stadt Bayreuth im Jahr 2023 deren ehemaliges Dienstgebäude in der Wilhelm-Pitz-Straße. Dorthin wurden 2024 erste Behörden verlagert, unter anderem das Amt für Umwelt- und Klimaschutz, das Medienzentrum und die Schulverwaltung.
In der östlichen Wilhelm-von-Diez-Straße und der Hagenstraße standen im November 2022 mehrere Wohnblöcke mit rund 70 Wohnungen leer. Ein Teil der dem Bauverein Bayreuth bzw. der benachbarten Justizvollzugsanstalt gehörenden Gebäude soll abgerissen werden.

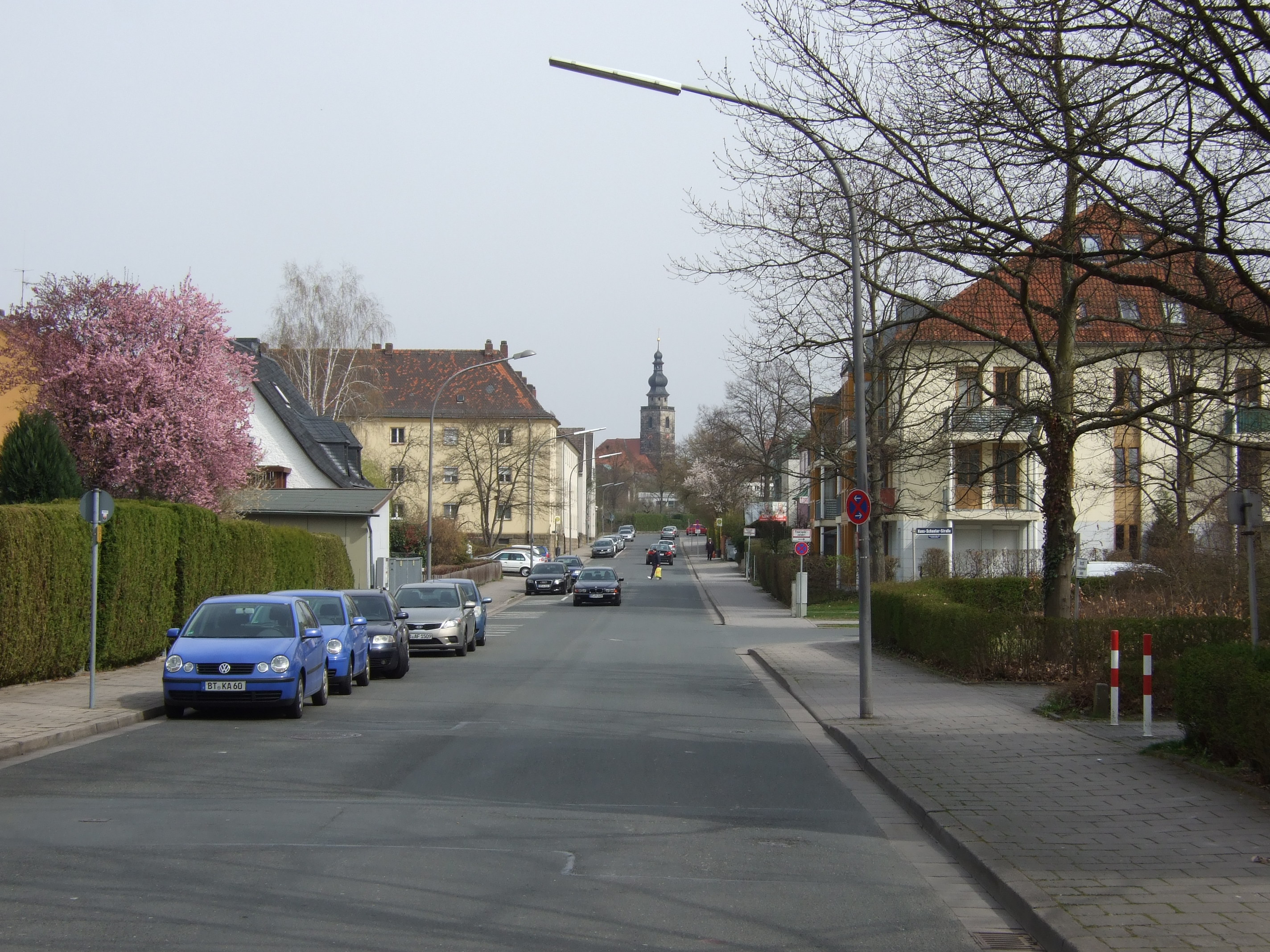
Wilhelm-von-Diez-Straße
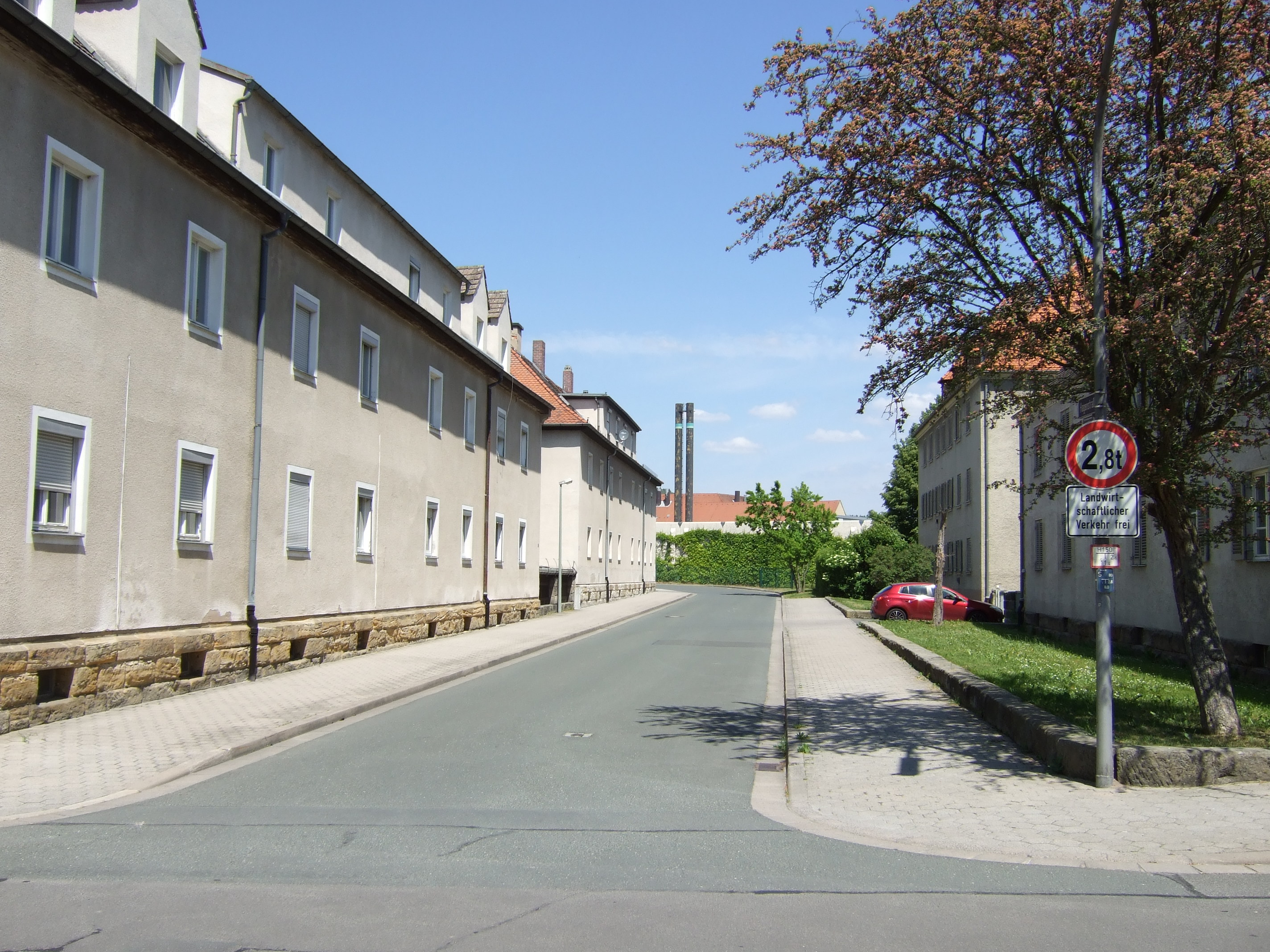
Hagenstraße
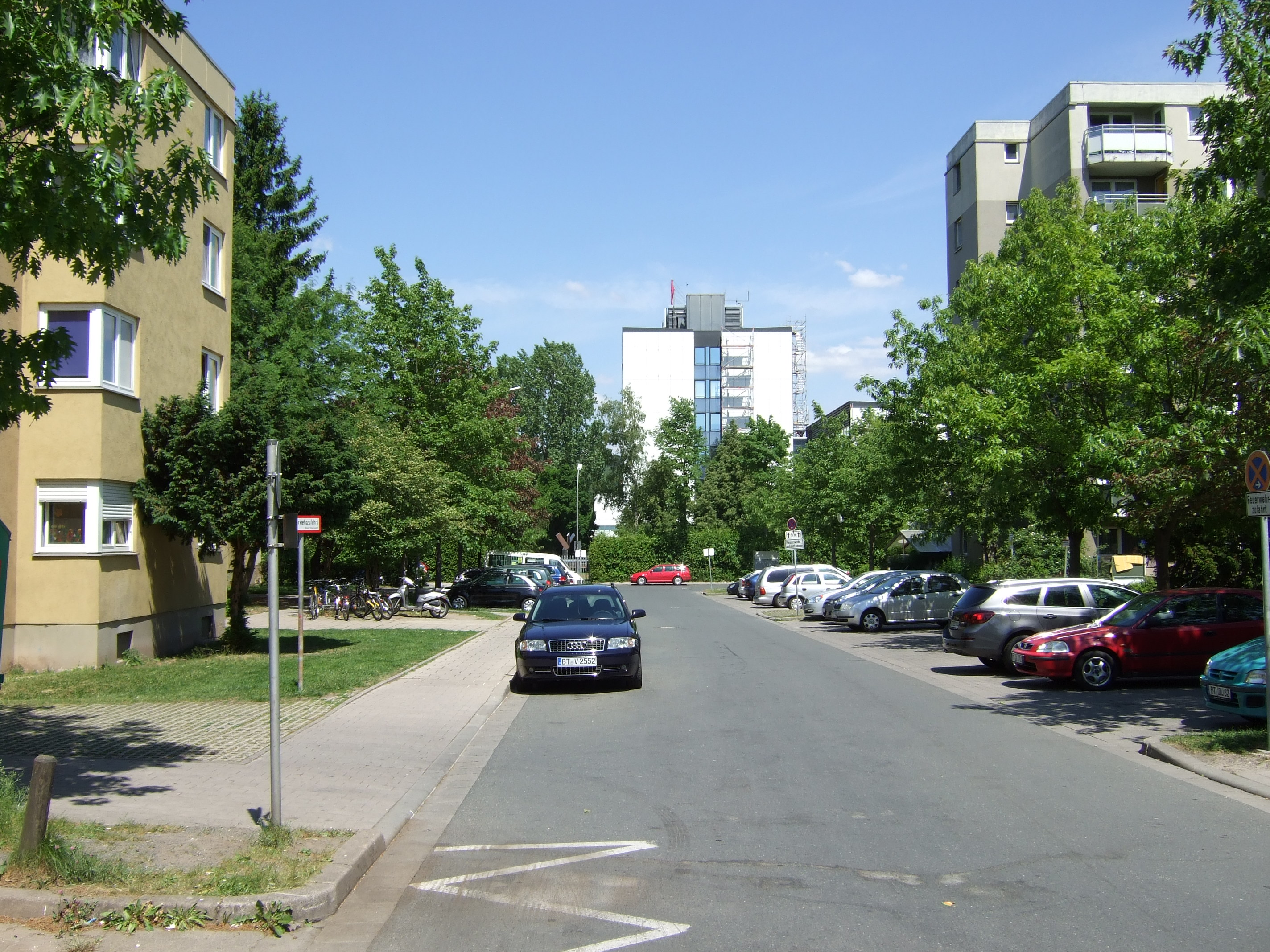
Moderne Wohnblöcke an der August-Riedel-Straße
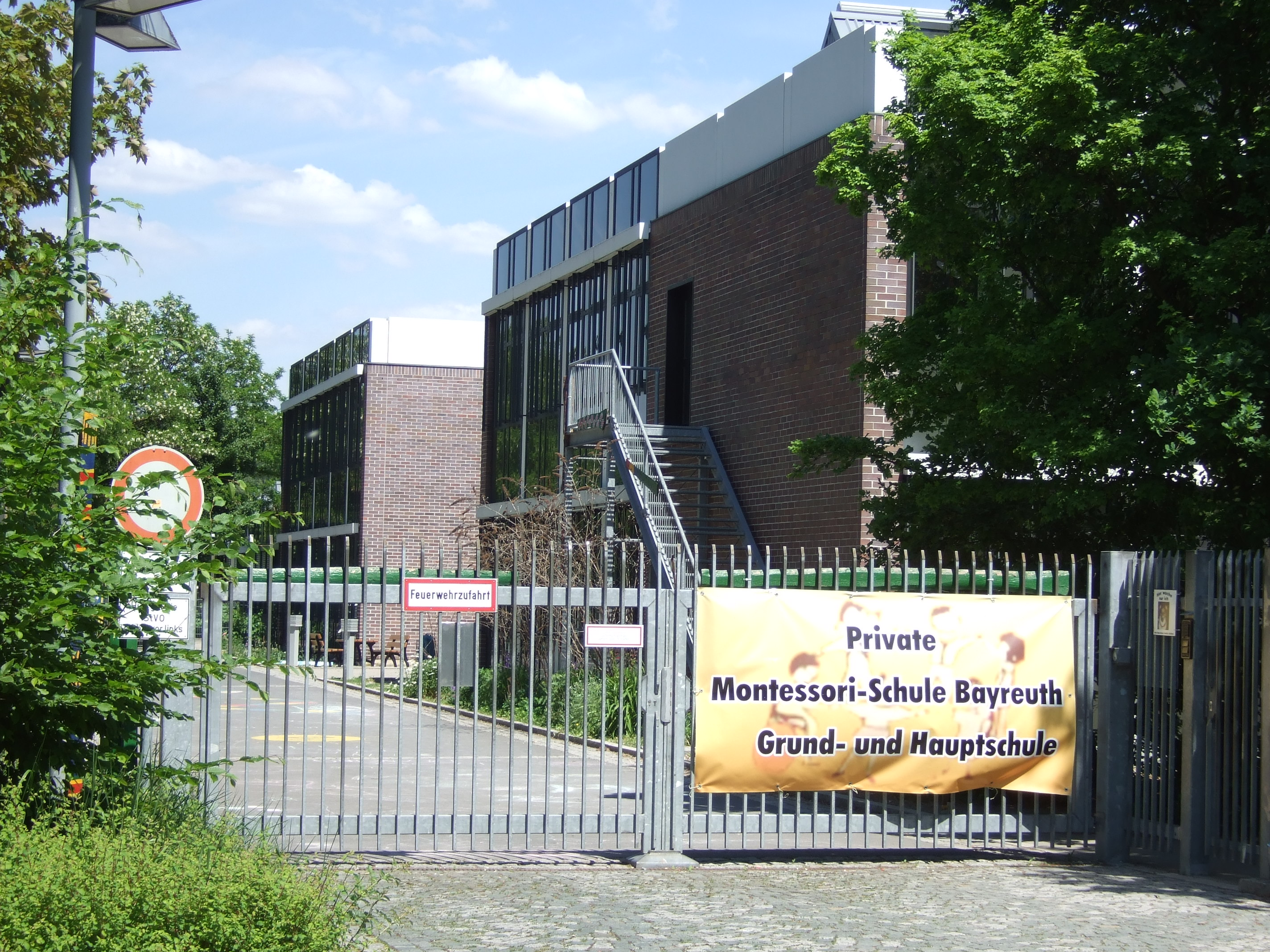
Montessori-Schule an der Wilhelm-von-Diez-Straße

## Trivia
Am 22. Mai 1872 brachte in der Arbeitersiedlung Burg Barbara Meyer ein Mädchen zur Welt. An jenem Tag wurde der Grundstein für das Richard-Wagner-Festspielhaus gelegt. Der Vater des Mädchens, der Fabrikarbeiter Karl Meyer, bat Richard Wagner und dessen Frau Cosima in einem Brief um die Übernahme der Patenschaft für seine Tochter. Mit Datum vom 26. Mai 1872 antwortete Richard Wagner „mit Hochachtung ergebenst“, dass er und seine Frau die angetragene Patenschaft gern übernähmen.
Am 2. Juni jenes Jahres hielten die Wagners das Kind in der nahen Ordenskirche über den Taufstein, wobei Cosima Wagner vor Rührung weinte. Während das Mädchen, bezugnehmend auf seine Paten, auf den Namen Richardis Cosima getauft wurde, hatte sich vor der Kirche eine große Menge Schaulustiger versammelt, durch die man sich auf dem Rückweg zur Burg hindurchkämpfen musste. Anschließend feierte das Ehepaar Wagner mit der fünf Kinder zählenden Arbeiterfamilie in deren kleiner Wohnung.
Die von den Bayreuther später „Richl“ genannte Richardis Cosima Meyer heiratete am 1. Mai 1892 den Fabrikarbeiter Lorenz Häßler, mit dem sie mindestens eine Tochter und ein weiteres Kind hatte. Spätestens 1908 verließ sie Bayreuth; nachweislich wurde die Ehe geschieden, in Hannover verliert sich aber Richardis Cosima Häßlers Spur.